# Frota A do Metrô de São Paulo

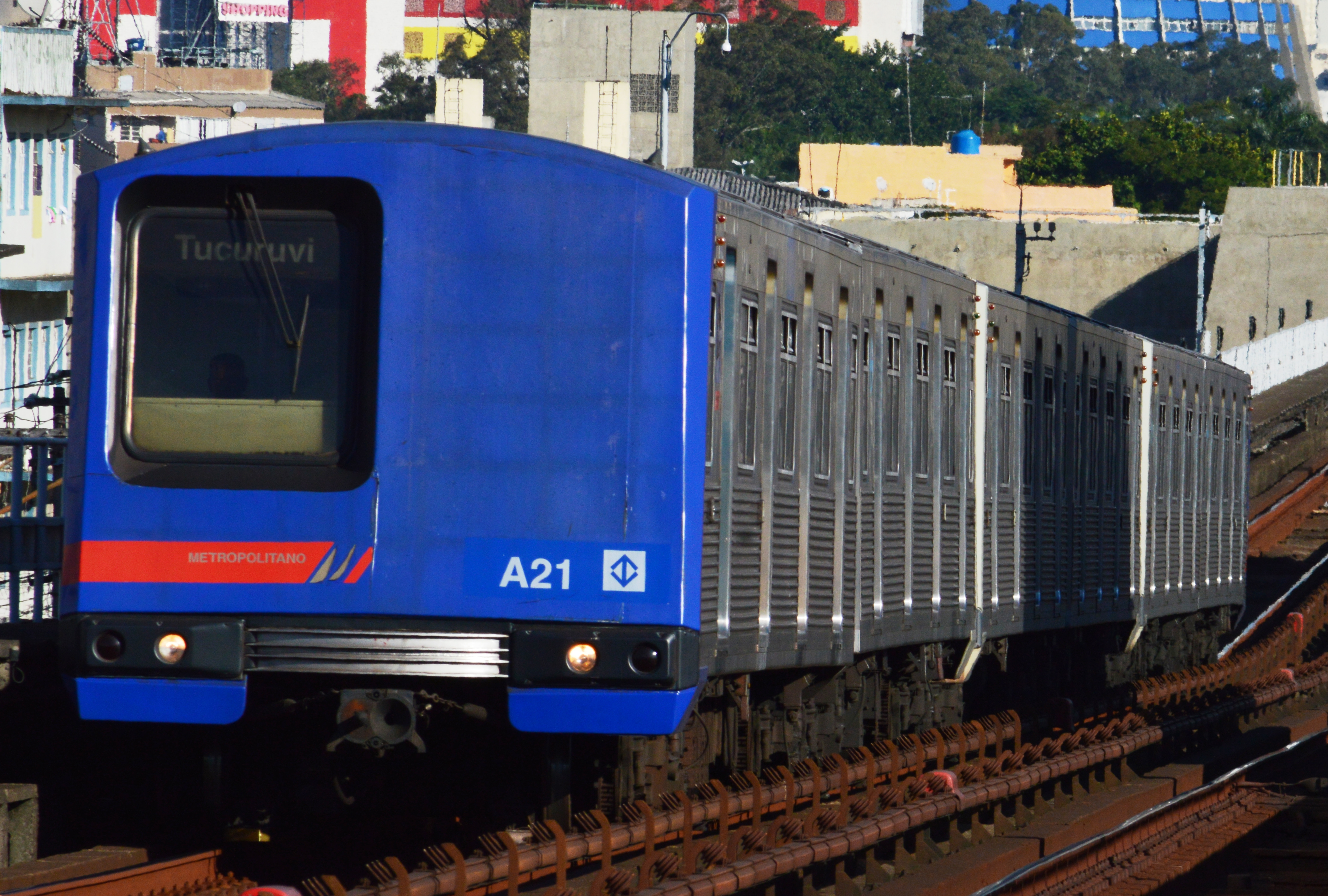

A Frota A do Metrô de São Paulo foi a primeira frota de trens adquirida pela Companhia do Metropolitano de São Paulo e a primeira frota de metropolitano do Brasil. Os primeiros trens entraram em testes em 1971 e operaram comercialmente entre 1974 e 2018, ano em que o último trem foi retirado de serviço, no dia 2 de fevereiro, para modernização.

## História

### Projeto e fabricação
A Companhia do Metropolitano de São Paulo realizou em 1969 uma licitação internacional para a aquisição de 198 carros para a Linha Norte Sul do Metrô.  Várias empresas se apresentaram para a concorrência, sendo classificadas:
- Budd Company
- Mafersa
- Westinghouse Air Brake (WABCO) e Westinghouse Electric Corporation
- Fresinbra
- Villares S/A

O resultado da licitação foi anunciado em 14 de agosto de 1969 e envolveu uma controvérsia (vide seção Controvérsias): a unificação das empresas classificadas em um único consórcio, batizado Metrocarro. O valor do contrato foi acordado em 238.478.627,00 cruzeiros.
De acordo com o contrato, o cronograma de entregas ficou dividido da seguinte forma:
| Ano   | Quantidade     |
| ----- | -------------- |
| 1970  | Trem protótipo |
| 1971  | 54             |
| 1972  | 143            |
| Total | 198            |

Em novembro de 1969 a primeira representação artística dos trens foi apresentada ao público pelo presidente da Companhia do Metropolitano, Vicente Chiaverini. Por falta de recursos, o contrato ficou paralisado por quase dois anos. O primeiro carro começou a ser construído em 1971, ao passo que a primeira composição de 2 carros (trem-protótipo) tinha previsão de entrega para agosto de 1972. Em 26 de junho de 1972 os truques do trem-protótipo construídos nos Estados Unidos desembarcaram no porto de Santos sendo transportados no dia 29 até a fábrica da Mafersa no bairro da Lapa, onde foi iniciada a montagem do trem-protótipo. Em julho de 1972 o primeiro carro encontrava-se pronto, enquanto que os demais do trem protótipo tinham a previsão de conclusão em 15 de agosto pela Mafersa. O trem protótipo acabou entregue em 28 de agosto de 1972.
O trem-protótipo, com dois carros, foi apresentado em 6 de setembro de 1972 durante as comemorações do Sesquicentenário da Independência do Brasil. No entanto, por questões de segurança, o presidente Médici não viajou no primeiro teste do trem e optou por acionar à distância uma campainha para que o operador do trem movimentasse o veículo no circuito de testes em Jabaquara.
Das 198 carrocerias encomendadas, 56 foram construídas nos Estados Unidos pela Budd (para serem completadas no Brasil) e 142 pela Mafersa no Brasil. No total, o índice de nacionalização do projeto foi de 60%. O primeiro trem-protótipo com seis carros foi entregue pela Mafersa ao Metrô em 1 de fevereiro de 1973. O trem protótipo percorreu 20 mil quilômetros em testes no trecho de 3,5 quilômetros entre Jabaquara e Saúde de forma manual. Após ter sido aprovado em testes, recebeu os equipamentos do ATC e ATO, sendo modificado e incorporado ao lote de série.
Durante a montagem dos 143 carros de série, parte dos componentes importados dos Estados Unidos acabou extraviada no aeroporto de Congonhas, atrasando o cronograma de inauguração da Linha Norte-Sul. Após um mês, a caixa foi encontrada no setor alfandegário e acabou desembaraçada e entregue para a Mafersa. Os dois primeiros carros de série foram entregues ao Metrô em 24 de janeiro de 1974.
Até 30 de junho deveriam ser entregues 36 carros (equivalentes a 6 trens-unidade), porém atrasos na produção da Mafersa causados por falta de matéria-prima dos fornecedores fizeram com que no início de julho apenas 24 carros fossem entregues. Após a inauguração da Linha Norte-Sul, as entregas retomaram um bom ritmo e em outubro 54 carros haviam sido concluídos e entregues. A previsão para os 144 carros restantes da encomenda era de serem entregues até o final de 1975. Até abril de 1975 foram entregues mais 56 carros, perfazendo um total de 110 carros divididos por 14 trens-unidade.

#### Cronograma de entregas
| Ano   | Quantidade     |
| ----- | -------------- |
| 1972  | Trem-protótipo |
| 1974  | 54             |
| 1975  | 144            |
| Total | 198            |

### Retomada da produção
Após a inauguração da Linha Norte-Sul, a Companhia do Metropolitano estudou a encomenda de novos carros para ampliar a frota. Em agosto de 1976 foi novamente selecionado (sem concorrência) o Consórcio Metrocarro para a fabricação de 108 carros para operação inicial na Linha Leste-Oeste ao custo de 688 milhões de cruzeiros (cerca de 84,9 milhões de dólares). Os primeiros carros começaram a ser montados em 30 de junho de 1978 pela Mafersa. O cronograma de entregas previa a entrega de todos os trens até 1979.

#### Cronograma de entregas
| Ano   | Quantidade |
| ----- | ---------- |
| 1978  | 30 carros  |
| 1979  | 78 carros  |
| Total | 108        |

## Acidentes e incidentes
- 21 de novembro de 1979 – Pane no sistema elétrico de um trem da Linha Norte Sul nas proximidades da estação Ponte Pequena causa pânico entre os passageiros, deixando 2 passageiros feridos (em estado de choque).[24]

- 5 de fevereiro de 1984 – Curto circuito em cabos elétricos nas proximidades da estação Ponte Pequena (atual Armênia) causou um princípio de incêndio em um trem, deixando 9 pessoas feridas durante a evacuação do trem.[25][26]

- 23 de fevereiro de 1986 – Princípio de incêndio no sistema de refrigeração de um dos motores do quatro vagão do trem 1145 paralisou o tráfego de trens entre as estações Jabaquara e Ana Rosa por uma hora e meia. Nenhum passageiro ficou ferido.[27]

- 3 de agosto de 1986 – Descarrilamento de trem vazio entre as estações Liberdade e Sé interditou uma das vias da Linha Norte-Sul por mais de seis horas.[28]

- 13 de agosto de 1987 – Curto circuito em equipamento elétrico da subestação Tietê paralisou trecho Santana – Sé da Linha Norte Sul por oito horas. O problema foi casado pela sapata coletora de um trem que danificou o terceiro trilho, que caiu sobre os trilhos causando a pane. Nenhum passageiro ficou ferido.[29]

- 18 de outubro de 1999 – Trem descarrilhou nas proximidades da estação Santana. O trecho Santana – Tucuruvi da Linha 1 Azul ficou interrompido durante 1 dia. Nenhum passageiro ficou ferido. Esse foi o primeiro descarrilhamento em operação comercial da história do metrô.[30]

- 1 de dezembro de 2012 - Um Trem da Frota I chocou-se com outro da Frota A na oficina de manutenção do Pátio Jabaquara. Sem feridos.[31]

## Controvérsias
A exigência de trens com carrocerias de aço inoxidável por parte da Companhia do Metropolitano limitou a concorrência, pois apenas a Mafersa estava apta para fabricar trens com essa tecnologia no Brasil, fornecida pela estadunidense Budd. A empresa nacional foi favorecida nos anos 1950 pelo então presidente da RFFSA, Renato de Azevedo Feio (que era, ao mesmo tempo, diretor acionista da Mafersa), gerando o Caso Mafersa. Outras empresas detentoras de tecnologia para produção de trens de aço inoxidável como a St. Louis Car Company foram preteridos pelas empresas Budd e Mafersa. Das várias empresas que apresentaram propostas para a concorrência dessa frota, o metrô aprovou cinco e as agrupou em um único consórcio. Dessas cinco empresas, quatro estavam ligadas entre si (seja de forma associativa ou por serem subsidiárias):
| Empresa                                                                    | País           | Observações                                                                 |
| -------------------------------------------------------------------------- | -------------- | --------------------------------------------------------------------------- |
| Budd Company                                                               | Estados Unidos | Fabricante de trens Detentora da patente de construção de trens de aço inox |
| Material Ferroviário S/A (Mafersa)                                         | Brasil         | Fabricante de trens Representante da Budd desde 1954                        |
| Westinghouse Air Brake (WABCO) e Westinghouse Electric Corporation (WELCO) | Estados Unidos | Fabricantes de equipamentos ferroviários                                    |
| Freios e Sinais do Brasil S.A. (Fresinbra)                                 | Brasil         | Representante da WABCO desde 1960                                           |
| Villares S/A                                                               | Brasil         | Siderúrgica                                                                 |

Posteriormente a WELCO e a WABCO entraram em disputa (por meio de consórcios distintos) pela concorrência do sistema de sinalização de trens, com a vitória da primeira.

## Na cultura popular
- Na década de 1970 a Metalma, especializada em brinquedos de lata, lançou o "Metrô Brasileiro", uma miniatura da Frota A de 34 centímetros com rodinhas, sendo o primeiro brinquedo lançado relacionado ao Metrô de São Paulo. Atualmente é um brinquedo raro;[35]

- Em 26 de setembro de 1976 os Correios lançou uma série comemorativa de selos retratando a Frota A;[36]

- Em abril de 1999 um dos trens da Frota A foi usado como cenário do clipe da música Amanhã, do álbum Caminhos (1999) da cantora Roberta Miranda (com participação do cantor Reginaldo Rossi).[37]